# L'Audace
L'Audace (en español, El Audaz) fue una revista de historietas italiana de periodicidad semanal que apareció en 1934. Fue editada por Società Anonima Editrice Vecchi hasta 1939, cuando fue relevada por Anonima Periodici Italiani (Mondadori); en 1940, la publicación volvió a Vecchi y luego pasó a IDEA de Dante Daini, hasta que Gian Luigi Bonelli la adquirió en enero de 1941, fundando la Redazione Audace (la actual Sergio Bonelli Editore).
Es famosa para ser una de las primeras publicaciones italianas para niños y adolescentes en publicar historietas. Se especializó en relatos e historietas de aventuras, publicando algunas de las más importantes series italianas de los años 1930 como Virus, il mago della foresta morta, Dick Fulmine y otras obras de autores como Rino Albertarelli, Federico Pedrocchi, Walter Molino o Carlo Cossio.

## Trayectoria editorial
L'Audace se estrenó el 7 de enero de 1934, publicada por la Società Anonima Editrice Vecchi (S.A.E.V.). Inicialmente, aparte de algunas historias humorísticas de producción inglesa (en la mayoría de los casos con cartuchos en lugar de los bocadillos), no albergaba historietas sino relatos acompañados por ilustraciones. Tenía 50 páginas en pequeño formato y costaba 30 céntimos de liras. Las bajas ventas llevaron al editor Lotario Vecchi a cambiar de formato y precio, así que a partir del número 35, del 1 de septiembre de 1934, el número de páginas bajó de 16 a 8 pero en formato mayor, y el precio se redujo a 20 céntimos. Sin embargo, el contenido de la revista no cambió mucho. Entre las historietas inglesas publicadas, destacaban I tres moschettieri y McCoy.
El éxito de L'Avventuroso de la casa Nerbini y las escasas ventas de L'Audace convencieron a Vecchi para que convirtiera su semanal en una publicación de historietas parecida a la rival. Tras anunciar un gran cambio durante varias semanas, con el número 60, del 23 de febrero de 1935, el semanal fue completamente revolucionado: las historietas británicas desaparecieron y muchos de los relatos, reducidos a dos páginas, se reemplazaron con historietas estadounidenses. De hecho, el número 60 albergaba en la portada los sundays de Brick Bradford, en la página 2 un relato, en la página 3 L'intrepido Bill, en la página 4 La cintura di diamanti y su puntal Storielle quasi stupide, en la página 5 La Pattuglia volante o los sundays de Radio Patrol (cuyos dailies eran editados en L'Avventuroso), en la página 6 La freccia d'argento (de producción británica), en la página 7 otro relato y en la página 8 los sundays de Tarzán de Harold Foster.
La redacción apostaba mucho a Brick Bradford, cuyas aventuras en los sundays eran parecidas a las de Flash Gordon, el puntal de L'Avventuroso: desde el número 69, este personaje incluso apareció en la cabecera. Sin embargo, el éxito no fue lo esperado, así que antes fue relegado a la última página en el número 73, siendo sustituido por Tarzán, y luego a las páginas interiores, en el 74. En su lugar, la última página albergó Ted Towers o Prendetele vive. Probablemente, en este cambio la autocensura también jugó un importante papel: las portada con los dibujos de Brick Bradfor, llenos de semidesnudos femeninos, podrían suscitar las protestas de padres y educadores puritanos.
Vecchi, en busca de otras series exitosas, decidió asegurarse los derechos de los sundays de Mandrake el mago, como los dailies ya eran publicados por el editor Nerbini. Este personaje fue estrenado en el número 87 y rebautizado como Drakeman. Con el número 95, del 26 de octubre de 1935, el formato de la revista se redujo ligeramente. Pese a estas modificaciones, que convirtieron L'Audace en un clon de L'Avventuroso, las ventas siguieron siendo insuficientes y Vecchi vendió la cabecera a Mondadori, que publicó los números desde el 262 al 297, hasta que Vecchi trató resuscitar su fortuna imprimiéndolo hasta el número 324. Desde el número 325 al 330 fue publicado por la editorial IDEA de Dante Daini; después una interrupción de dos semanas, pasó a Gian Luigi Bonelli, quien en 1940 relevó a Dante Traini en esta cabecera, fundando así la casa Edizione Audace.
El primer número de la nueva época es el 331, fechado el 18 de enero de 1941. Bonelli inmediatamente dio nueva fuerza a la revista, cambiando la fórmula periódica (que presentaba simultáneamente varias historias) por un álbum con una única historia autoconclusiva. El personaje emblemático de "L'Audace" era Furio Almirante de Carlo Cossio, escrito por el mismo Bonelli. Otras series editadas fueron L'Inafferrabile, Orlando l'invincibile (realizada por Bonelli y luego por Rino Albertarelli), Capitan Fortuna (del mismo Albertarelli, publicada en 1942 en una serie de suplementos), I Crociati, escrita por Bonelli y dibujada por Raffaele Paparella. La serie principal estuvo acompañada entonces por Albo d'Oro Audace, que fue editada desde marzo de 1943 a abril de 1944, con un total de trece números. L'Audace (que a partir de su número 385, correspondiente al 13 de febrero de 1942, había cambiado su nombre a Albo Audace) cerrará el 10 de febrero de 1944 con su número 467. La cabecera "Audace", además de dar el nombre a la editorial fundada por Bonelli (hoy Sergio Bonelli Editore, del nombre de su hijo Sergio), fue utilizada también por varias colecciones de historietas de esta casa y actualmente es un sello que publica historietas de contenido más maduro.